# أتواهي توروا
أتواهي توروا (بالإنجليزية: Auahi Turoa)‏ في أساطير الماوري ابن إله الشمس Tama Nui - Te - Ra الذي أرسله إلى الأرض على شكل مذنب، حاملا بذور النار. وفي الأرض تزوج أواهي توروا من ربة النار ماهو إيكي Mahu - ike أم النار. وصار لها خمسة أبناء، يسمون أبناء النار، الذي يحملون أسماء الأصابع: كونو (الإبهام) وكوروا (السبابة) والمابيري (الوسطى) والماناوا (البنصر) والكويتي (الخنصر).